# Довге Поле (полонина)
Полони́на До́вге По́ле — полонина в західних Ґорґанах (Українські Карпати), в межах Долинського району Івано-Франківської області. 
Розташована на висоті 1460 м. над р. м., на північно-західному відрозі гори Яйко-Ілемське. При ширині в середньому 40 м. має близько 1 км в довжину. Через полонину проходить знакований туристичний маршрут з села Мислівки на вершину Яйка-Ілемського. Полонина — зручне місце для ночівлі. Наявні дрова та потужне джерело. З полонини Мшана на полонину Довге Поле підйом займає близько години, на Яйко-Ілемське — ще півгодини.